# 梅洛蒂·努兰塔妮·拉克莎妮
Melody Nurramdhani Laksani（1992年3月24日—）是印尼偶像藝人，為女子偶像團體JKT48前成员，现担任JKT48劇場剧场经理，万隆出身。2011年以JKT48第一期生身分出道，2012年12月23日，与其余21人升格为Team J的首批成员。
Melody被公認是JKT48中表現最活躍的成員之一，並於JKT48第一届单曲选拔总选举获得冠军。目前除了經常擔任JKT48專屬節目的主持之外，也以其活潑靈活的綜藝表現活躍於印尼演藝圈。她还曾担任日本冈山县的水果推广大使。

## 经历
Melody从小便生活在万隆长大，在兄弟姐妹中排名第二，到现今为止她都一直住在当地，从未搬过家。在加入JKT48前，就因为长相可爱而曾拍摄过当地乐团Mahkota Band 及 Walet Band的MV拍摄。
2011年11月2日，Melody报名了“JKT48一期生征选会”并合格（参加总人数约1,200位，最终合格者28位） 。11月3日，Melody在“JKT48一期生发布会”中和其他的28名合格者首次登场，并以28人中的代表身份向大家问好，以JKT48成员身份正式出道。
2012年1月14日，歌曲《Heavy Rotation》（翻唱自《無限重播》）的MV公布，Melody作为该歌曲的主要人物并单独担任中心成员（Center） ，此歌曲也收录于JKT48第一张同名专辑里。2月15日，AKB48的第25張單曲《GIVE ME FIVE!》發售，Melody与SKE48的松井珠理奈在B面曲《NEW SHIP》共同擔任Special Girls A的双中心，也使她成为首位参加AKB48歌曲录制的JKT48成員。
同年的12月23日，Melody与1期生21名及高城亞樹和仲川遥香共24人组成Team J。
2013年8月26日，Melody受邀担任日本岡山县“水果推广大使”（おかやまフルーツ大使）一职。12月21日，在雅加达会展中心举办的演唱会“JKT48 2周年演唱会 "最棒的演出! 感谢支持我们的大家"”（JKT48 2nd Anniversary Live in Concert "Performing All Out! Terima kasih telah menjadi temanku"）的夜场演出中，Melody被授予了JKT48队长一职。10月31日，Melody推出了首本的个人名为“Melody SUGAO – The Natural Face of Melody”的个人写真机，也是 团中第1名推出写真集的成员。
2014年4月26日，Melody以14,541票在“JKT48 6th单曲選抜总选举〜由大家决定的、16名选拔成员〜　重要的事要由大家决定!”（〜みんなが決める，16人選抜メンバー〜　大事なことはみんなで決めよう!）（第一屆單曲選拔總選舉）獲得第1名，同时取得了第六张单曲的中心位置。
2015年5月2日,举办了“JKT48 10th单曲选抜总选举”（第二届单曲选拔总选举）,Melody从去年的第1名跌至第3名。6月13日，演唱会""JKT48 Ada banyak rasa, Pilih suka rasa apa?" JKT48 LIVE in CONCERT"被任名为JKT48剧场支配人，是续指原莉乃后第2位成为剧场支配人的成员。2016年5月7日,举办了“JKT48 13th单曲选抜总选举”（第三届单曲选拔总选举）,又再次跌至第5位。

## 人物
- 在团时是团中最年长成员。
- 与前成员Nabilah Ratna Ayu Azalia关系良好，两人号称MeloNab。
- 妹妹为成员之一Frieska Anastasia Laksani。
- 在48集团中推的成员分别是高桥南，Nabilah Ratna Ayu Azalia，Thalia Ivanka Elizabeth及Melati Putri Rahel Sesilia。
- Melody在JKT48中出了名十分喜爱足球，她也曾透露自己最喜欢的球队为曼联，而球员则是该队的前球员韦恩·鲁尼。此外，也十分喜欢英国及德国的足球国家队，而在德国队中最爱梅苏特·厄齐尔。
- 从第一张单曲《RIVER》至猜拳大会前最新的单曲《Mae Shika Mukanee -Hanya Lihat Ke Depan-》，Melody与Nabilah, Shania, Haruka及Ve都没有落出单曲选拔组以外。
- 目前在巴查查兰大学学习农学，未来的目标是成为印尼农业部长。
- 是万隆部长Ridwan Kamil及印尼总统佐科·维多多的小儿子Kaesang Pangarep在JKT48中最推的成员。